# Demosistō
Demosistō (/dɛməˈsɪstoʊ/; tiếng Trung: 香港 眾志, Hán Việt: Hương Cảng chúng chí) là một tổ chức dân chủ ủng hộ quyền tự quyết cho Hồng Kông đã giải tán. Ban đầu tổ chức này được thành lập vào ngày 10 tháng 4 năm 2016 với tư cách là một đảng chính trị. Nó được các cựu lãnh đạo của Học dân tư triều, gồm Joshua Wong và Agnes Chow, cùng với cựu tổng thư ký của Liên đoàn sinh viên Hồng Kông (HKFS), và Phó tổng thư ký Chris Kwok Hei Yiu lãnh đạo. Học dân tư triều và Liên đoàn sinh viên Hồng Kông (HKFS) là hai nhóm hoạt động sinh viên đóng vai trò chính trong các cuộc biểu tình chiếm đóng 79 ngày được gọi là Cách mạng Ô dù năm 2014. Tổng Bí thư Joshua Wong là người lãnh đạo của tổ chức.
Demosistō ủng hộ một cuộc trưng cầu dân ý để xác định chủ quyền của Hồng Kông với mục tiêu giành quyền tự trị sau năm 2047, khi nguyên tắc Một quốc gia, hai chế độ như đã hứa trong Tuyên bố chung Trung-Anh và Luật cơ bản Hồng Kông sẽ hết hiệu lực. Đảng này đã giành được một ghế trong cuộc bầu cử Hội đồng Lập pháp năm 2016 với chủ tịch 23 tuổi Nathan Law trở thành ứng cử viên trẻ nhất từng được bầu. Vào năm 2017, Law đã bị loại khỏi Hội đồng Lập pháp khi tranh cãi về việc tuyên thệ và bị bắt giam cùng với Joshua Wong vì đã xông vào Quảng trường Thành phố trong cuộc Cách mạng Ô dù.

## Giải tán
Demosistō ngày 30-6 tuyên bố giải tán sau khi Bắc Kinh thông qua luật an ninh quốc gia Hồng Kông mà dự kiến sẽ có hiệu lực từ ngày 1 tháng 7. Tuy nhiên, cả Hoàng Chi Phong và Nathan Law, 2 lãnh tụ đảng, đều tuyên bố sẽ không rời khỏi Hong Kong và tiếp tục ý định ra tranh cử nghị sĩ trong cuộc bầu cử tháng 9 tới.